# Arthur M. Schlesinger Sr.
Arthur Meier Schlesinger, Sr., född 27 februari 1888 i Xenia, Ohio, död 30 oktober 1965 i Boston, var en amerikansk historiker och professor vid Harvard University 1924-54.

## Biografi
Schlesinger var son till en preussisk jude, och en österrikisk katolsk kvinna. De två förenades i protestantismen och emigrerade till Xenia, Ohio, år 1872. Han avlade examen vid Ohio State University 1910. Han tog doktorsexamen i historia vid Columbia University, där han var påverkad av både Herbert L. Osgood och Charles A. Beard. 
Schlesinger undervisade vid Ohio State University och University of Iowa innan han övergick till fakulteten på Harvard University som professor i historia 1924 och efterträdare till Frederick Jackson Turner och undervisade där till 1954. Harvards Schlesinger Library för kvinnohistoria är uppkallat efter honom och hans fru Elizabeth, en känd feminist. Han blev en redaktör för New England Quarterly 1928.
Schlesinger hade starka familjeband och engagemang. Hans två systrar, Olga och Marion Etna, blev lärare och gjorde det möjligt för sina tre yngre bröder, George, Arthur och Hugo, att studera inom teknikhistoria och juridik. En av hans söner hette ursprungligen Arthur Bancroft Schlesinger och tillade Meier som mellannamn senare i livet.

## Forskning
Schlesingers banbrytande metoder, speciellt inom social- och ekonomisk historia har blivit vägledande för modern amerikansk forskning. Bland hans många viktiga verk kan nämnas A History of Amerikan Life (1-13, 1928-43) som han gav ut tillsammans med Dixon Ryan Fox.
Schlesinger ingick i en progressiv intellektuell era som betonade materiella orsaker (som ekonomisk vinst) och tonade ner ideologi och värderingar som motiv för historiska aktörer.  Han var mycket inflytelserik som handledare för avhandlingar vid Harvard under tre decennier, särskilt när det gäller social-, kvinno- och invandringshistoria.
Schlesinger och hans studenter såg historien ur ett grupperspektiv och tonade kraftigt ner betydelsen av individer. Grupper definierades av etnicitet (tyskar, irländska, judar, italienare hispanics, etc.) eller av  klass (arbetarklass, medelklass). Deras modell var att stadsmiljön, inklusive samspelet med andra grupper, formade deras historia och grupputseende på ett deterministiska sätt.